# Auchmis demavenda
Auchmis demavenda är en fjärilsart som beskrevs av Leo Schwingenschuss 1955. Auchmis demavenda ingår i släktet Auchmis och familjen nattflyn. Inga underarter finns listade i Catalogue of Life.